# Tantely Andrianarivo
Tantely Andrianarivo, egentligen René Tantely Gabrio Andrianarivo, född 25 maj 1954 i Ambositra, död 31 augusti 2023, var regeringschef på Madagaskar mellan 23 juli 1998 och 31 maj 2002.
Andrianarivo sattes i husarrest 27 maj 2002 och överfördes 20 oktober till fängelse, där han 24 december 2003 dömdes till 12 års fängelse.